# Mikołaj Władysław Judycki

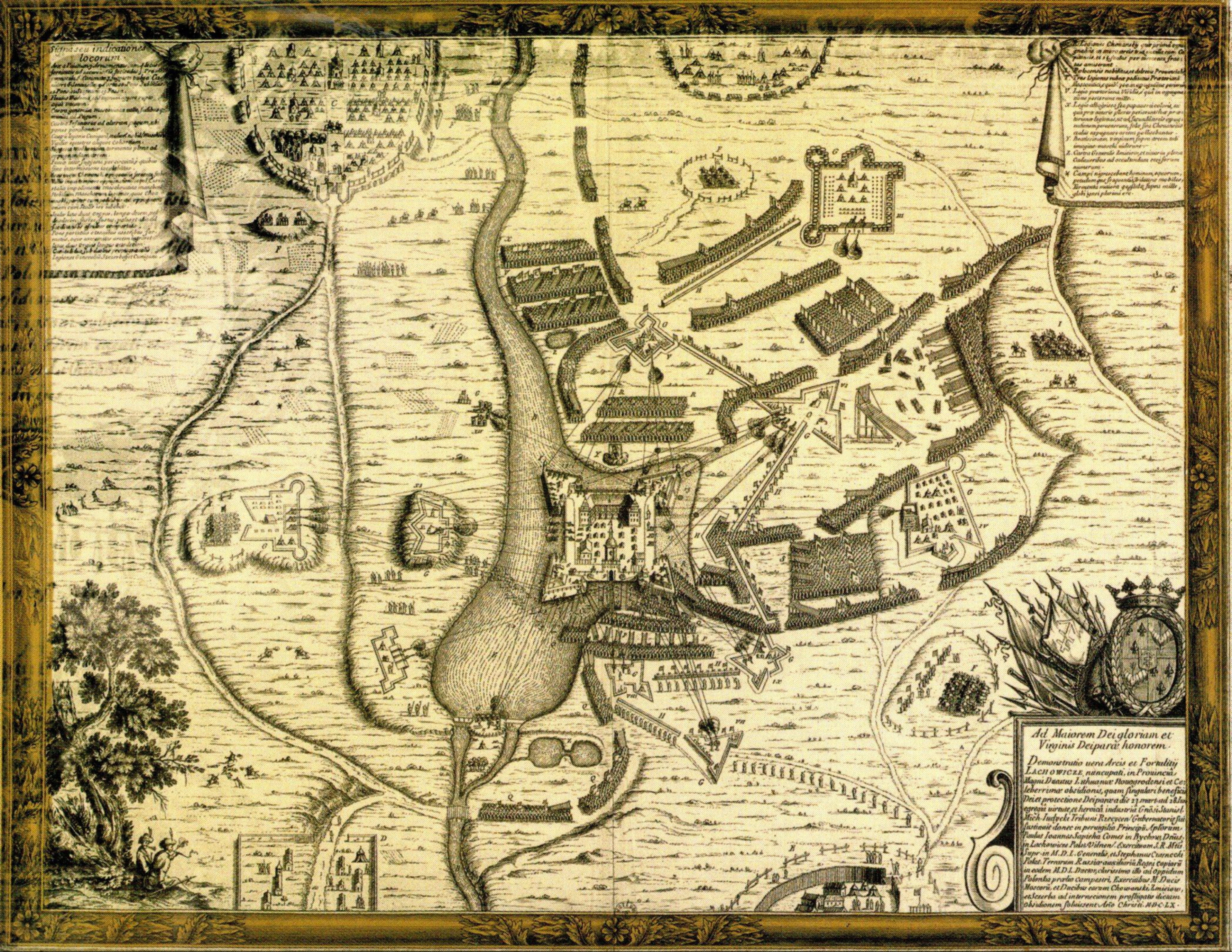
Oblężenie Lachowicz w 1660 roku

Mikołaj Władysław Judycki herbu Radwan odm. (ur. ok. 1610, zm. 1670) – kasztelan nowogródzki w 1660 roku, stolnik rzeczycki w 1640 roku, skarbik rzeczycki w 1636 roku, generał artylerii litewskiej od 1654 roku, kawaler maltański, regimentarz wojska litewskiego od 1658, komandor stwołowicki.
Był dworzaninem króla Zygmunta III Wazy. W latach 1627–1629 był w czasie wojny ze Szwecją starszym nad armatą (generałem artylerii), biorąc udział w Bitwie pod Górznem. W 1636 został skarbnikiem rzeczyckim, a w 1640 stolnikiem rzeczyckim. W tym też roku wyjechał na studia do Padwy. Przebywał na dworze papieża Urbana VIII w Rzymie. Po roku 1643 wstąpił do Zakonu Kawalerów Maltańskich. W ich szeregach walczył z Turkami w Algierze, Tunezji i na Krecie.
Po powrocie do kraju wziął udział w tłumieniu powstania Chmielnickiego. 11 kwietnia 1654 oficjalnie mianowany przez króla Jana Kazimierza generałem artylerii i wojsk cudzoziemskiego autoramentu. Otrzymał wówczas starostwo skirstymońskie, ale starostwo to odstąpił Pacowi. W tym też roku wziął udział pod dowództwem hetmana wielkiego litewskiego Janusza Radziwiłła w wojnie polsko rosyjskiej 1654–1667.
W początkach sierpnia Radziwiłł, mianował go tymczasowym dowódcą swoich wojsk w sile 5 tys. kawalerii, które obozowały 5 km od Wilna. Po zdobyciu 8 sierpnia 1655 roku Wilna przez Rosjan Judycki wycofał się na Żmudź. Tam został aresztowany przez stronników Radziwiłła za odmowę poparcia układu kiejdańskiego. Przekazany przez Radziwiłła Szwedom, uciekł z niewoli w 1656 roku. W latach 1658–67 regimentarz wojska litewskiego. W 1658 w imieniu wojsk litewskich prowadził pertraktacje z Bogusławem Radziwiłłem odnośnie do przekazania wojsku dóbr odebranych Januszowi Radziwiłłowi.
8 lutego 1660 jego oddział w sile 4 tys. ludzi został przez Rosjan rozbity w bitwie pod Miadziołem.  
Od 23 marca do 28 czerwca dowodził bohaterską obroną Lachowicz przed wojskami moskiewskimi Iwana Chowańskiego. W tym samym roku został kasztelanem nowogródzkim. 
W czasie kampanii ukraińskiej brał udział w czerwcu 1660 roku w bitwie pod Połonką i w październiku w bitwie nad Basią. Po bitwie 26 października został komendantem prawego skrzydła wojsk litewskich.
W marcu 1661 obległ Dzisnę, a następnie z 20 chorągwiami jazdy ruszył w pościg za wycofującymi się wojskami rosyjskimi Iwana Andrzejewicza Chowańskiego i ścigał je aż pod Psków. 29 marca poddała mu się załoga Dzisny.
4 listopada przy wsparciu wojsk koronnych Stefana Czarnieckiego pobił Rosjan w bitwie pod Kuszlikami.
9 kwietnia przeszedł do działań zaczepnych i nagłym uderzeniem zdobył Siebież. Na przełomie 1663 i 1664 uderzył na ziemie rosyjskie, pustosząc okolice Rosławia i Briańska.
W 1666 roku kupił miasteczko Nowa Mysz, gdzie ufundował za kwotę 105 tys. złotych kolegium jezuickie. Na mocy konstytucji sejmowej z 1667 podzielono między zasłużonych żołnierzy starostwo łojowskie, w wyniku czego Łojów nad Dnieprem otrzymali potomkowie Mikołaja Judyckiego i posiadali je aż do wymarcia linii męskiej na Józefie Judyckim w XIX wieku.